# Atzingo, Hidalgo
Atzingo är en ort i Mexiko.   Den ligger i kommunen Metztitlán och delstaten Hidalgo, i den sydöstra delen av landet, 140 km norr om huvudstaden Mexico City. Atzingo ligger 1 278 meter över havet och antalet invånare är 236.
Terrängen runt Atzingo är huvudsakligen kuperad, men norrut är den bergig. Atzingo ligger nere i en dal. Runt Atzingo är det glesbefolkat, med 20 invånare per kvadratkilometer. Närmaste större samhälle är Zacualtipán, 15,8 km öster om Atzingo. I omgivningarna runt Atzingo växer huvudsakligen savannskog.